# Eilema nigricans
Eilema nigricans är en fjärilsart som beskrevs av Walker 1862. Eilema nigricans ingår i släktet Eilema och familjen björnspinnare. Inga underarter finns listade i Catalogue of Life.